# 永旺大桥
31°31′50″N 120°20′07″E / 31.53056°N 120.33514°E
永旺大桥，是位于中华人民共和国江苏省无锡市的一座大桥，跨京杭大运河。

## 特点
永旺大桥西起芦村污水处理厂二期工程，向东分别跨运河西路、京杭大运河、下甸桥港区、运河东路和塘南路，接新区旺庄路，长约1.2千米。桥西为华庄街道旺安社区，桥东为旺庄街道。2010年5月1日通车。